# 굴절

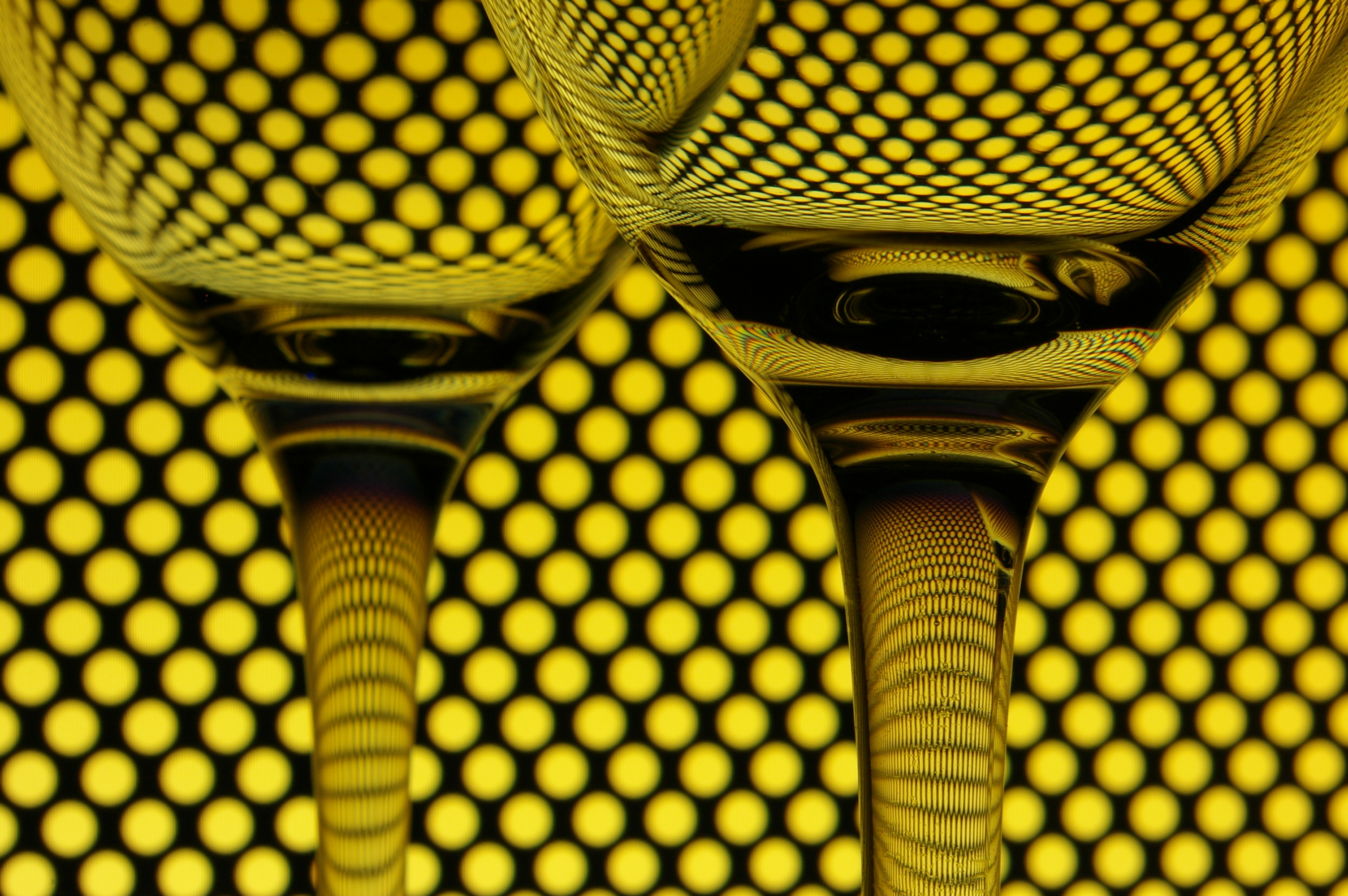
컵 뒤의 무늬가 굴절에 의해 일그러져 보인다.

굴절(屈折, 문화어: 꺾임)은 파동이 매질의 경계에서 속도 차이로 인해 방향을 바꾸는 현상을 말한다.

## 빛의 굴절
빛의 굴절은 스넬의 법칙을 따르며 투사각이 빛의 속도와 관계가 있음을 알려 준다.
{\displaystyle {\frac {\sin \theta _{1}}{\sin \theta _{2}}}={\frac {v_{1}}{v_{2}}}={\frac {n_{2}}{n_{1}}}}
또는
{\displaystyle n_{1}\sin \theta _{1}=n_{2}\sin \theta _{2}\ }
여기서
{\displaystyle v_{1}}와 {\displaystyle v_{2}}는 각 매개체를 통한 빛의 빠르기이다.
{\displaystyle \theta _{1}}와 {\displaystyle \theta _{2}}는 각각 일반 평면과 입사파 사이의 각도이다.
{\displaystyle n_{1}} 와 {\displaystyle n_{2}}는 굴절률이다.

## 빛의 굴절 내용

물 속에서 일어난 빛의 굴절. 어두운 사각형은 물이 담긴 접시에 놓인 연필의 실제 위치를 가리킨다. 밝은 사각형은 연필이 눈에 보이는 위치를 가리킨다. 끝 (X)이 (Y)에 있는 것처럼 보인다. (Y)는 (X)보다 상당히 얕다.

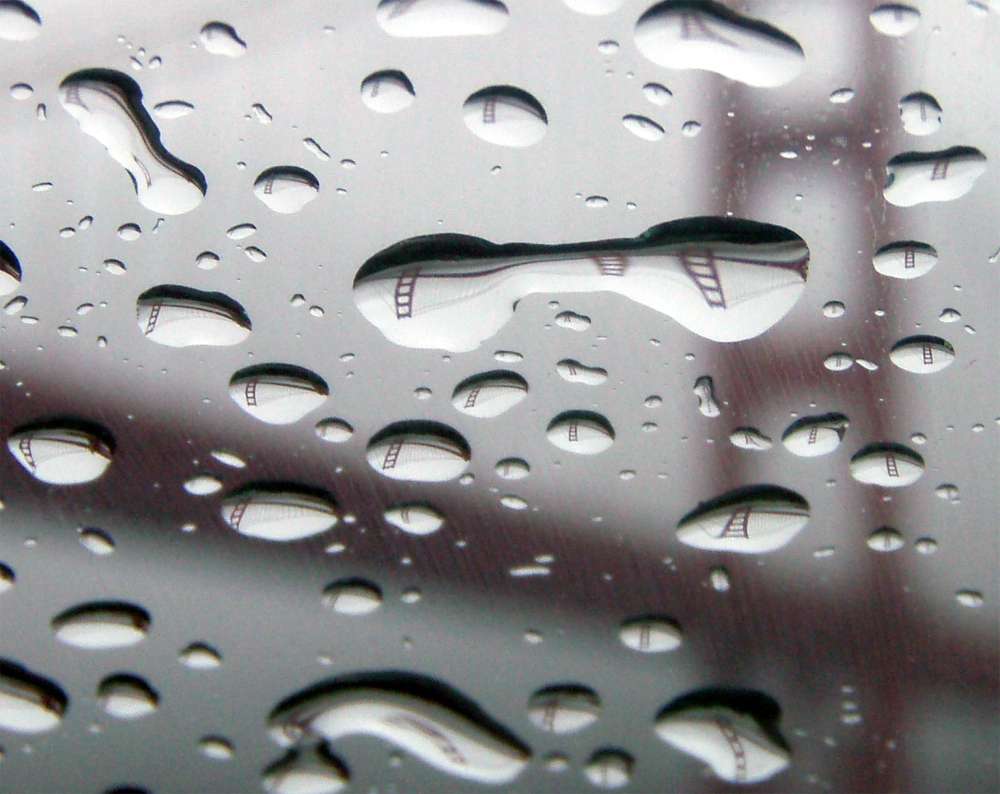
극단적인 예로, 빛의 굴절은 골든게이트 교가 물방울 속에서 뒤집힌 것으로 보이게 만든다.

빛은 각 파장에 따라서 굴절되는 양이 다르다. 파장이 길수록 굴절이 적게 되며, 파장이 짧을수록 굴절이 많이 된다. 가시광선 영역에서는 파장이 긴 빨간색이 꺾이는 양보다 보라색이 꺾이는 양이 더 크다. 그래서 약 430~600 nm 사이의 파장을 갖는 빛이 골고루 섞인 백색광은 굴절을 하면서 각각의 파장에 따라 굴절되는 양이 달라지게 되는데 이를 분산이라고 부른다. 분산은 아이작 뉴턴(Issac Newton)이 프리즘을 연구하면서 처음 발견했다. 아이작 뉴턴은 프리즘으로 백색광인 햇볕이 모든 빛을 포함하고 있어 이를 분해할 수 있으며, 분해된 빛을 다시 합치면 백색광이 됨을 실험으로 보였다.
분산의 대표적인 예는 무지개를 들 수 있다. 무지개의 빛깔은 매우 다양한데, 동양과 유럽/북미에서는 7가지 색이라고 보며, 그 밖의 지역에서는 4~10가지로 보는 곳도 있다. 이러한 차이는 각 문화권의 관습에 따른 것이다.
굴절되는 양에 대한 수식을 완성한 사람의 이름을 따서 스넬의 법칙(Snell's law)이라 부르고, 진공과 비교하여 굴절된 양에 대한 계산량을 (절대)굴절률이라고 부른다. 굴절률은 일반적으로 상수 또는 파장에 따른 함수 상태로 나타나며, 때때로 굴절률이 텐서의 형태를 보이는 물질도 존재한다.
임의의 두 지점 사이를 움직이는 광자는 이동시간이 가장 짧은 경로를 택해서 움직인다는 기본적인 공리가 있다. 이런 공리를 만든 사람의 이름을 따서 이 공리를 페르마의 원리라고 부른다. 페르마의 원리는 오랜 시간 동안 해석되지 않고 있다가 리처드 파인만(Richard P. Feynman)이 비로소 해석하였다. 리처드 파인만의 해석은 현재 양자전기역학(QED)으로 잘 알려져 있으며, 계속 발전하여 현재는 모든 자연현상을 기본적으로 설명하는 기본 원리로 여겨지고 있다.

## 사진첩

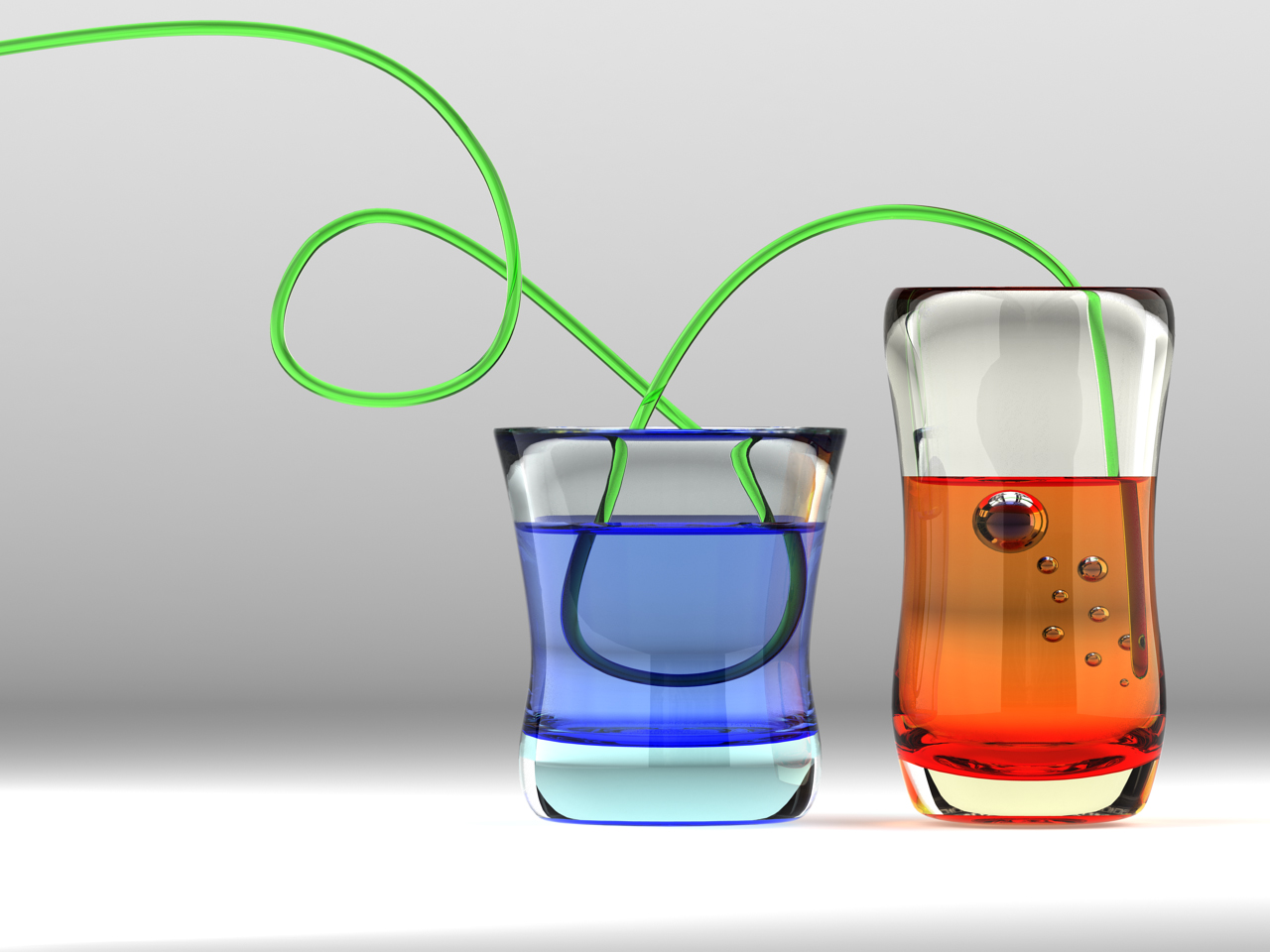
물 속의 빛 굴절.
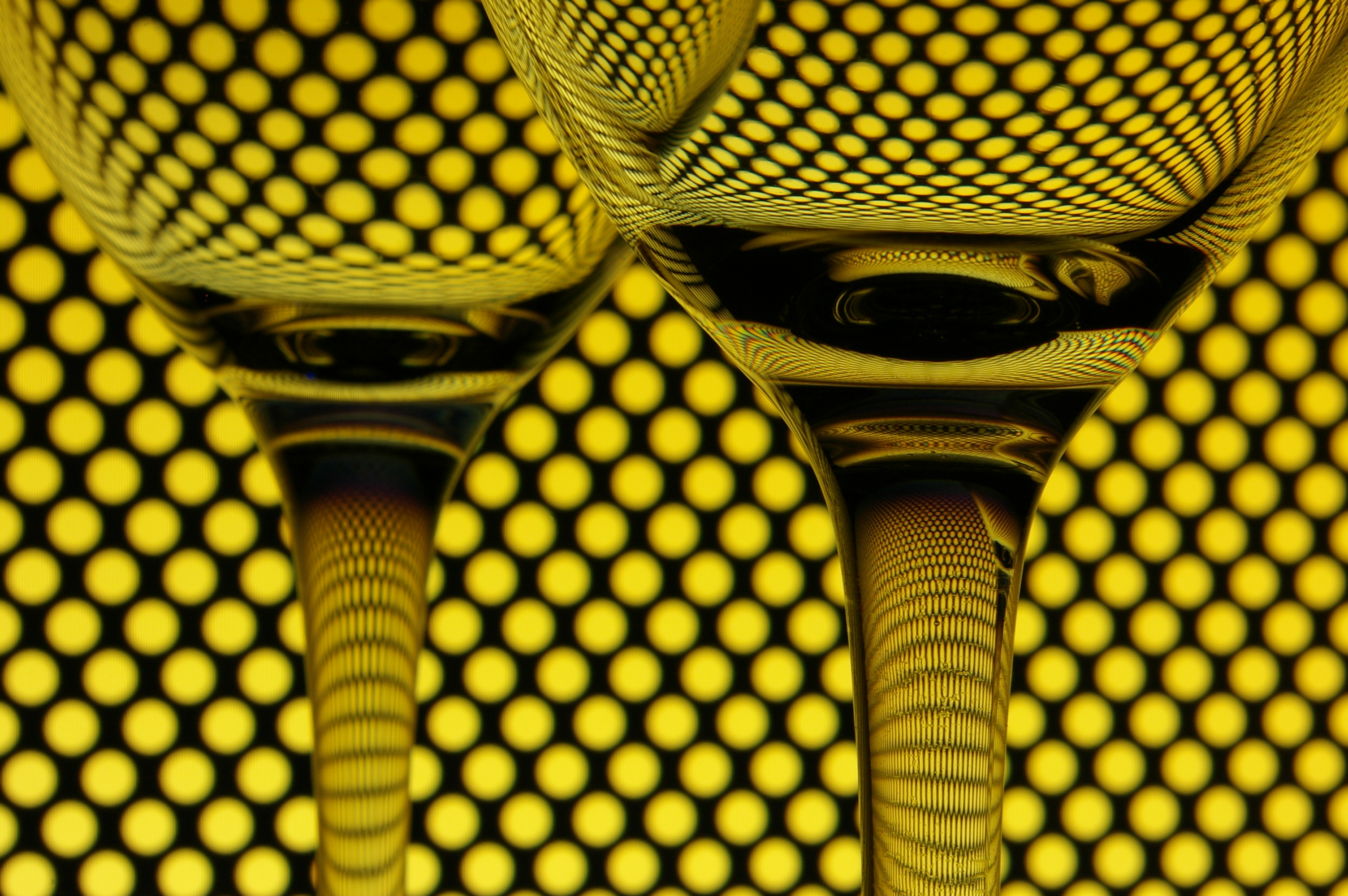
빛의 굴절로 도형이 휘어 보인다.
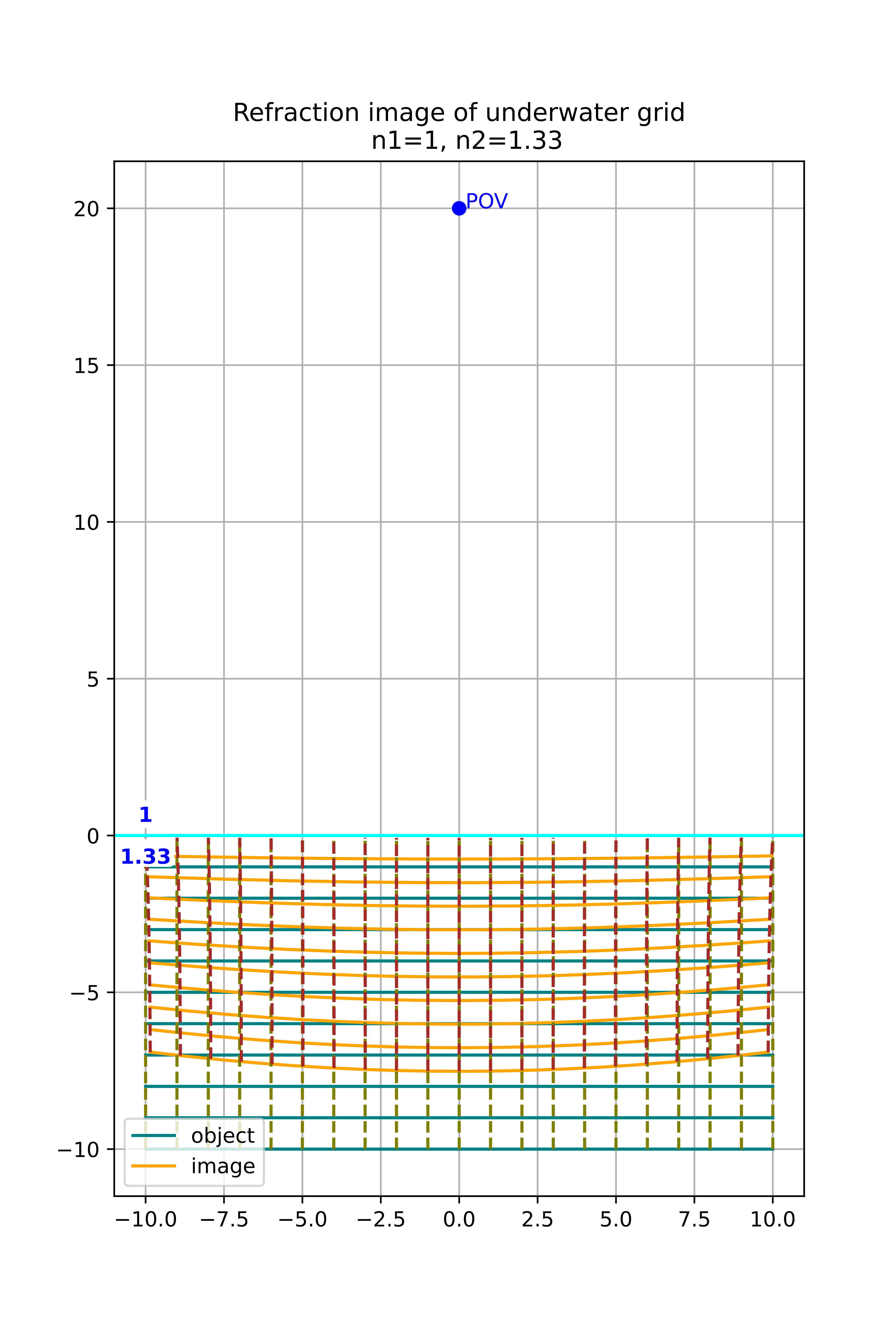
수면 아래 공간을 격자로 나타냈을 때 물 밖에서 격자를 바라본 상. 차가운 색이 격자, 따뜻한 색은 격자의 상이다. 수면으로부터 관측점(POV)의 높이가 물 깊이의 2배일 때. 왜곡이 심하지 않고 전체적으로 대략 굴절률 비율로 얕아져 보인다.
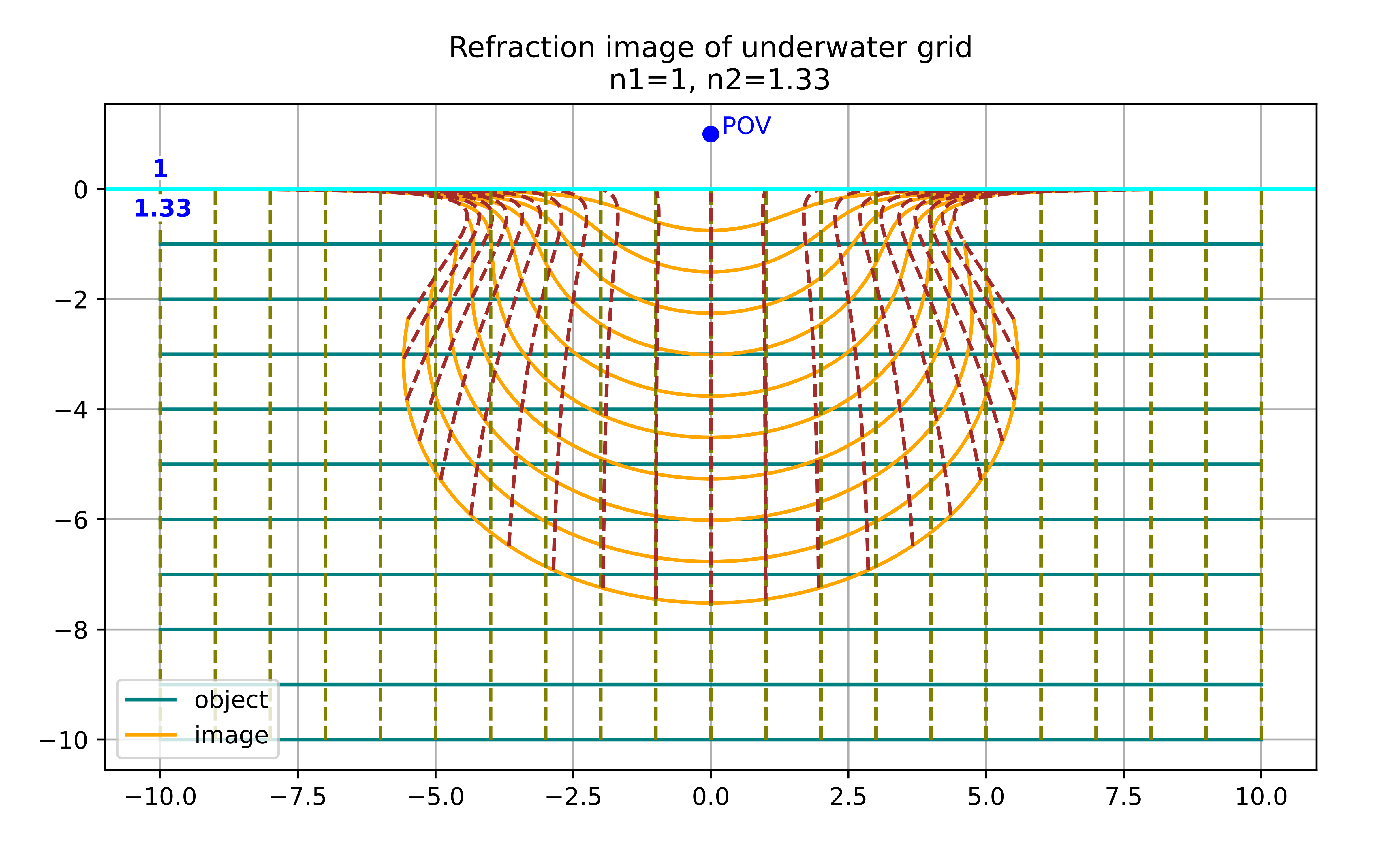
물 속 공간을 격자로 나타냈을 때 물 밖에서 격자를 바라본 상. 수면으로부터 관측점(POV)의 높이가 물 깊이의 0.1배일 때. POV 연직 아래는 굴절률 비율로 얕아져 보이는 것은 동일하지만 주변은 어항 모양으로 압축되어 보인다.
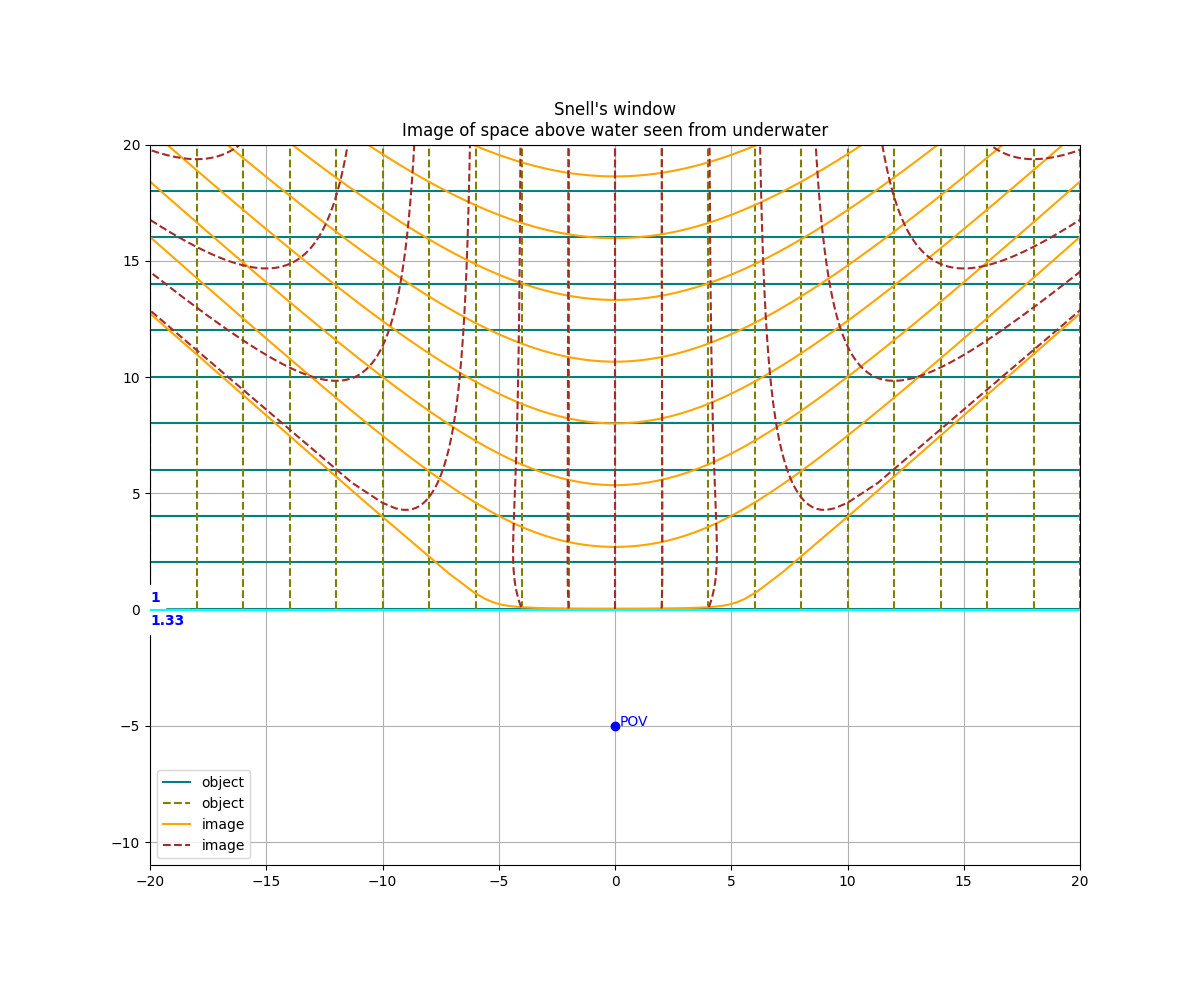
스넬의 창(Snell's window): 물 속에서 본 물 위 공간의 상, 물 밖 풍경이 임계각 안의 원뿔 안에 압축되어 보인다.

## 같이 보기
- 스넬의 법칙 (굴절의 법칙)
- 굴절력
- 반사
  - 정반사
  - 난반사
  - 전반사
- 회절
- 복굴절
- 굴절률
- 무지개
  - 햇무리
  - 달무리
- 빛
- 분산 (광학)